# Lista siturilor arheologice din județul Brăila - V
Lista siturilor arheologice din județul Brăila - V conține toate siturile arheologice din județul Brăila înscrise în Repertoriul Arheologic Național (RAN) și aflate în localități al căror nume începe cu litera V. RAN este administrat de Ministerul Culturii și Patrimoniului Național și cuprinde date științifice, cartografice, topografice, imagini și planuri, precum și orice alte informații privitoare la zonele cu potențial arheologic, studiate sau nu, încă existente sau dispărute.
Puteți căuta un sit din localitățile care încep cu litera V folosind formularul de mai jos sau puteți naviga prin toate siturile din județ la Lista siturilor arheologice din județul Brăila.
| Cod RAN                                  | Denumire                                                                                                  | Localitate                    | Adresă          | Datare        | Descoperit | Coordonate                                    | Imagine           | Erori            |
| ---------------------------------------- | --- | ----------------------------- | --------------- | ------------- | ---------- | --------------------------------------------- | ----------------- | ---------------- |
| 44444.01.01                              | Tumulul de la Victoria - "Movila Șerban" / ansamblu anonim (Categorie: descoperire funerară) (Tip: Tumul) | sat Victoria, comuna Victoria | Movila Șerban   |               |            |                                               | Încărcați imagine | Raportați eroare |
| 44471.01.01                              | Tumulul de la Vișani - "Movila Grâului" / ansamblu anonim (Categorie: descoperire funerară) (Tip: Tumul)  | sat Vișani, comuna Vișani     | Movila Grâului  |               |            |                                               | Încărcați imagine | Raportați eroare |
| 44514.01.01                              | Tumulul de la Viziru - "Movila Turcului" / ansamblu anonim (Categorie: descoperire funerară) (Tip: Tumul) | sat Viziru, comuna Viziru     | Movila Turcului |               |            |                                               | Încărcați imagine | Raportați eroare |
| 43616.01.01 (Cod LMI: BR-I-m-B-02060.01) | Situl arheologic de la Voinești - Mănăstire / ansamblu anonim (Categorie: locuire) (Tip: Așezare)         | sat Voinești, comuna Măxineni | Mănăstire       | sec. XVI-XVII | 1976       | 45°25′58″N 27°43′58″E / 45.43278°N 27.73278°E | Încărcați imagine | Raportați eroare |
| 43616.01.02 (Cod LMI: BR-I-m-B-02060.02) | Situl arheologic de la Voinești - Mănăstire / ansamblu anonim (Categorie: locuire) (Tip: Necropolă)       | sat Voinești, comuna Măxineni | Mănăstire       | sec. XVI-XVII | 1976       | 45°25′58″N 27°43′58″E / 45.43278°N 27.73278°E | Încărcați imagine | Raportați eroare |